# Comitatul Grand Traverse, Michigan
Comitatul Grand Traverse, conform originalului din engleză Grand Traverse County este unul din cele 72 de comitate din statul Michigan din Statele Unite ale Americii.
Fondat în 1885, comitatul este situat în centrul statului, pe peninsula inferioară (engleză Lower Peninsula). Sediul comitatului este localitatea Traverse City GR6, care este și cea mai populată localitate.
Conform datelor furnizate de United States Census Bureau în urma recensământului din anul 2000, populația fusese 86.986 de locuitori.
Comitatul Grand Traverse este parte a Traverse City Micropolitan Statistical Area, care include și comitatele Benzie, Kalkaska, respectiv Leelanau.

## Geografie

### Comitate adiacente
- O porțiune a lacului Michigan -- Grand Traverse Bay (se află la nord)
- Comitatul Antrim (nord-est)
- Comitatul Kalkaska (est)
- Comitatul Wexford (sud)
- Comitatul Benzie (vest)
- Comitatul Leelanau (nord-vest)
- Comitatul Manistee (sud-vest)

## Demografie
|  | Graficele sunt indisponibile din cauza unor probleme tehnice. Mai multe informații se găsesc la Phabricator și la wiki-ul MediaWiki. |

Date: Wikidata - grafică realizată de Wikipedia